# Chuck Grassley
Charles Ernest Grassley, dit Chuck Grassley, né le 17 septembre 1933 à New Hartford (Iowa), est un homme politique américain, membre du Parti républicain et sénateur de l'Iowa au Congrès des États-Unis depuis 1981. Il est auparavant élu à la Chambre des représentants des États-Unis de 1975 à 1981.
De 2019 à 2021 et depuis 2025, il est président pro tempore du Sénat des États-Unis.

## Biographie

### Jeunesse et études
En 1956, Chuck Grassley est diplômé de l'université du Nord de l'Iowa,, obtenant une maîtrise en sciences politiques. Il travaille alors à temps partiel comme enseignant à l'université et s'occupe de son exploitation agricole de maïs et soja près de Waterloo.

### Chambre des représentants de l'Iowa
De 1959 à 1974, il est membre de la Chambre des représentants de l'Iowa, où il représente notamment son comté de Butler natal. Il est élu du 73e district (1959-1971), 10e district (1971-1973) et 37e district (1973-1975).

### Chambre des représentants des États-Unis
En 1974, il est élu à la Chambre des représentants des États-Unis dans le troisième district congressionnel de l'Iowa. Il y acquiert une réputation de conservateur.

### Sénat des États-Unis

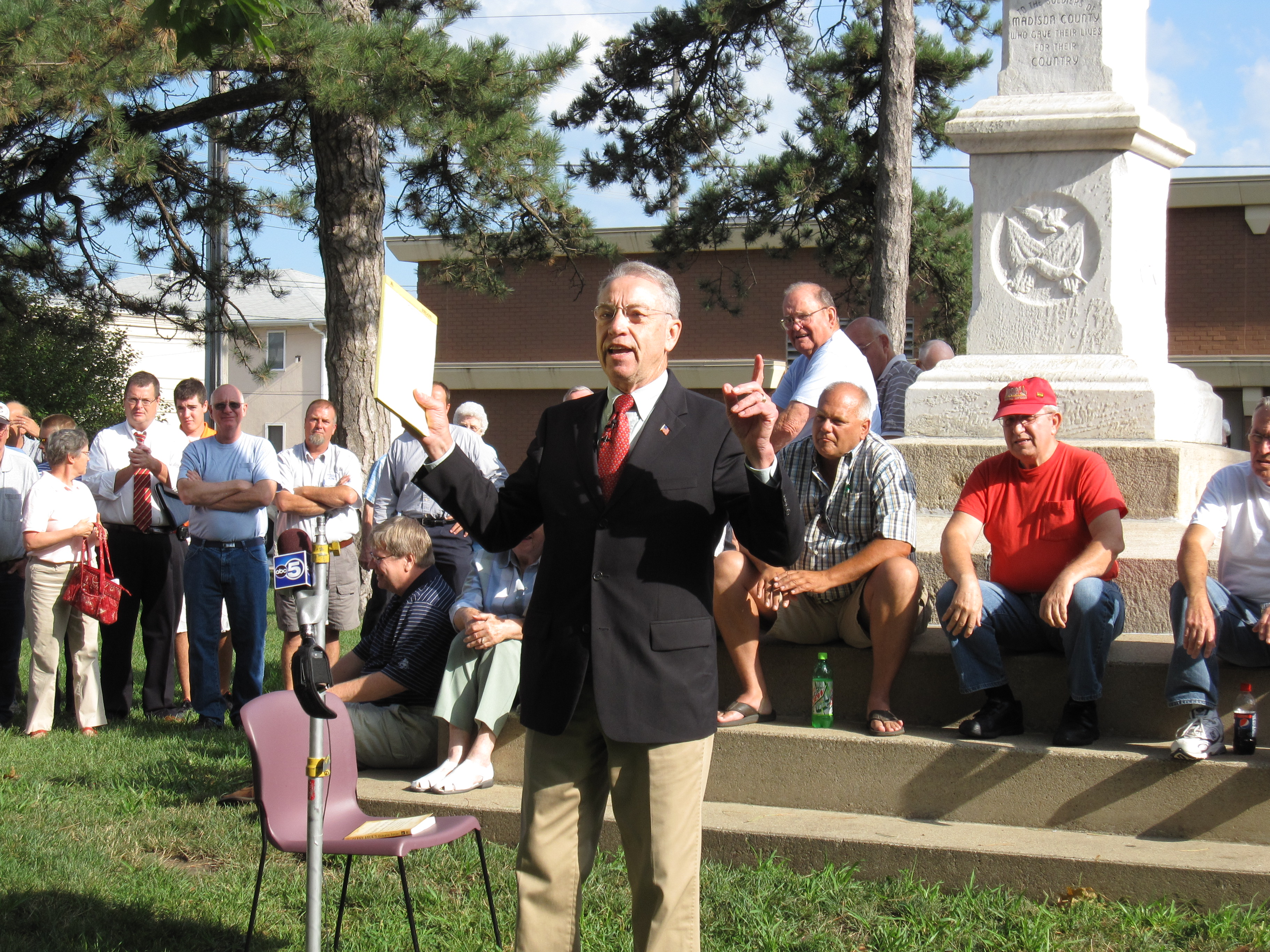
Chuck Grassley devant ses électeurs à Winterset (2009).

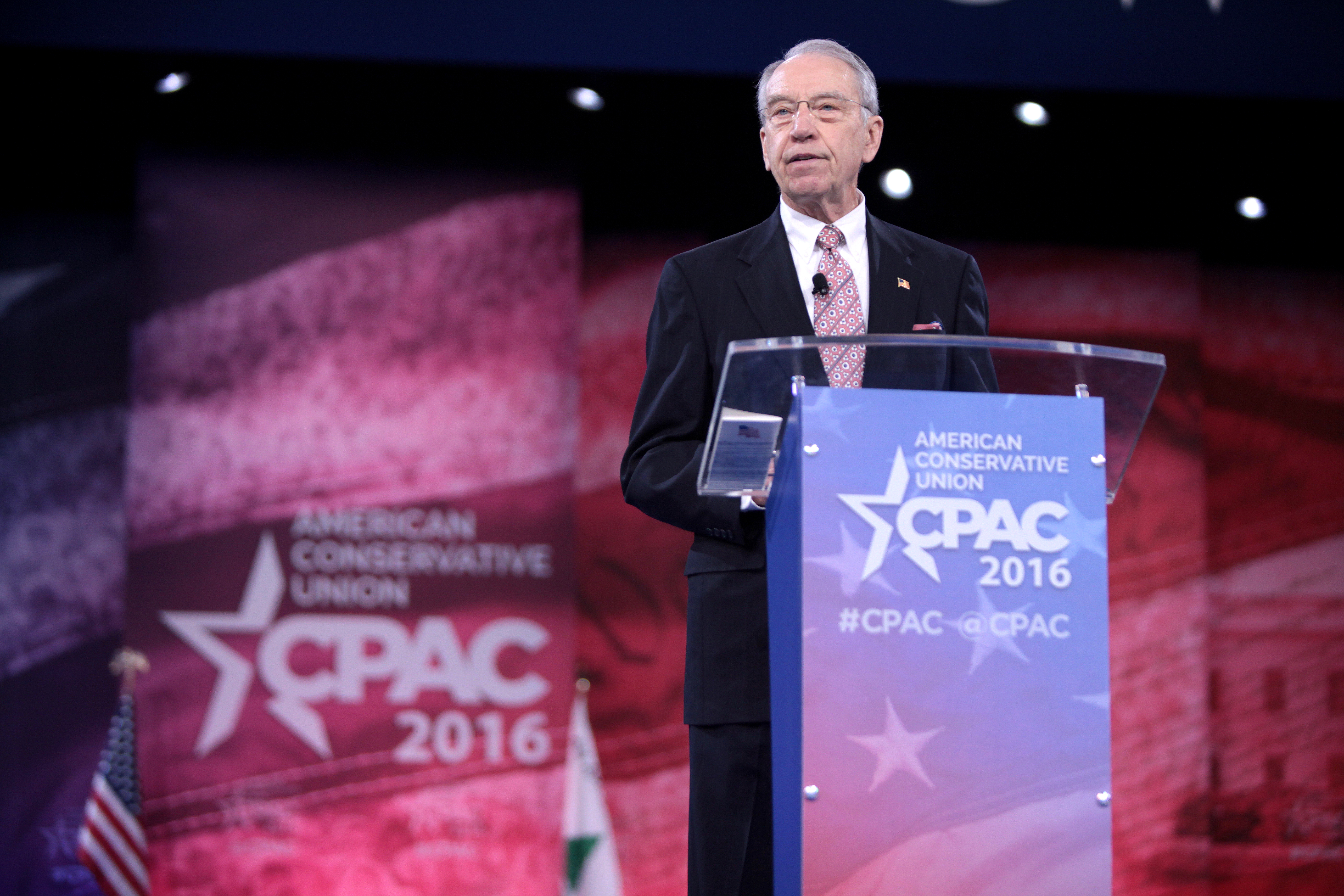
Grassley s'exprimant à la Conservative Political Action Conference (CPAC) de 2016.

En 1980, il se présente au Sénat des États-Unis. Il remporte la primaire républicaine avec environ deux-tiers des voix face à Tom Stoner, un républicain modéré soutenu par le gouverneur Robert D. Ray. Durant la campagne, il critique le sénateur sortant John Culver, membre du Parti démocrate, qu'il estime trop dépensier. Grassley profite des attaques de la « nouvelle droite » évangéliste contre celui-ci ; porté par les zones rurales de l'État et par la victoire de Ronald Reagan lors de l'élection présidentielle le même jour, Grassley remporte l'élection avec 53 % des voix contre 45 % pour Culver. Populaire, il est réélu en 1986, 1992, 1998, 2004 et 2010 avec toujours plus de 64 % des suffrages. En 2016, il remporte un septième mandat — une première en Iowa — en rassemblant 60 % des voix face à la candidate démocrate et ancienne lieutenant-gouverneur de l'État Patty Judge.
Au Sénat, Grassley préside le comité sur le vieillissement lors de la 105e législature fédérale, puis le comité des finances (brièvement durant la 107e législature puis de la 108e à la 109e législature et à nouveau lors de la 116e législature) et le comité judiciaire (lors des 114e et 115e législatures). À ce poste, il ne permet pas l'audition publique de Merrick Garland, nommé par Barack Obama à la Cour suprême des États-Unis pour remplacer le défunt Antonin Scalia. Il estime, aux côtés des autres républicains du Sénat, qu'un président ne doit pas nommer de juge à la Cour suprême lors d'une année électorale, invoquant une pareille déclaration faite par Joe Biden en 1992.
Le 24 septembre 2021, alors âgé de 88 ans, il annonce qu'il sera candidat à un huitième mandat lors des élections de 2022. En juin 2022, il remporte la primaire républicaine contre le sénateur d'État Jim Carlin. Il est réélu le 8 novembre 2022 contre le candidat démocrate Michael Franken, un ancien vice admiral de la United States Navy, avec 56 % des voix, marquant son score le plus bas depuis sa première élection au Sénat en 1980.
En janvier 2025, après que les républicains aient repris la majorité au Sénat lors des élections de 2024, il redevient président pro tempore du Sénat et président de la commission judiciaire,.
Grassley est membre d'un groupe baptiste qui organise des petits déjeuners de prière. Il est aussi membre de la franc-maçonnerie. Il dispose de six permanences en Iowa, situées à Cedar Rapids, Council Bluffs, Davenport, Des Moines, Sioux City et Waterloo, ainsi que de bureaux à Washington, D.C., dans lesquels la plupart de son équipe travaille.